# بروس روذرفورد تومسون
بروس روذرفورد تومسون (بالإنجليزية: Bruce Rutherford Thompson)‏ هو محامي وقاضي أمريكي، ولد في 31 يوليو 1911 في رينو في الولايات المتحدة، وتوفي في 10 فبراير 1992.